# Dvorec Renče
Renški dvorec oz. grad (Rentschach), je dvorec, ki stoji na trgu naselja Renče, kot ostanek nekdanjega srednjeveškega dvora, na zahodu Vipavske doline. Stoji na slikoviti legi pod obronki Krasa na levem bregu reke Vipave ob potoku Renc, po katerem se naselje in grad imenujeta. 

## Zgodovina
Dvorec  ali gradič so zgradili v začetku 13. stoletja renški vitezi, ki so bili ministeriali ali vazali Goriških grofov. Dvorec se po do slej znanih zgodovinskih virih prvič posredno omenja leta 1256 v listini goriškega grofa Majnharda III., v kateri je omenjen kot ena izmed prič tudi Roman iz Renč (Romanus de Renzach). Romana iz Renč je nasledil sin Bernard. Okoli leta 1400 je verjetno družina v moški liniji izumrla in morda je bil zadnji s tem imenom Markvard Renški, ki ga večkrat srečamo v druži goriških plemičev. Grajska stavba se v virih prvič omenja leta 1410 kot haws und turn. V 15. stoletju so Renče pogosteje menjale svojega zemljiškega gospoda (1410 Nikolaj von Stein, 1460 Štefan Harder iz Lienza). V letu 1464 pe je zadnji goriški grof Lenart renško gospostvo podelil Štefanu Hoferju. Ta ga je z grofovim privoljenjem odkupil za ceno 225 dukatov od Rudolfa Harderja. Hoferji so svojo posest povečali z gradom in gospostvom Devin, katere so v fevd prejeli s strani cesarja Maksimilijana. Plemiška družina Hoferjev je vtisnila pečat renški zgodovini vse tja do konca 16. stoletja, pa ne le renški, temveč tudi devinski. Grad kot sedež majhnega, a sorazmerno kompaktnega gospostva je varoval pomembno strateško lego na prehodih čez reko Vipavo in ob poti iz Vipavske doline na Kras in proti morju. To velja morda še bolj, ker je bilo to področje tudi mejno. Pri Mirnu in Orehovljah je namreč goriška grofija tedaj mejila z devinskim gospostvom. 
Hoferji pa so se prištevali med redke zemljiške gospode na Goriškem, ki so imeli pravico do nižjega sodstva (višje sodstvo je bilo pridržano glavarstvu v Gorici), tudi nad renškimi prebivalci, ki so bili sicer v zemljiškem pogledu podložni kakemu drugemu posestniku, na primer direktno grofu (npr. v Ozrenju) ali renški župnijski cerkvi. Hoferjeva sodna oblast na Goriškem se je (leta 1568) razprostirala tudi čez nekaj bližnjih kraških vasi, kjer se je ravno tako nahajalo precej zemlje, pripadajoče renškemu gospostvu: Kostanjevica, Temnica in Novelo. Renški gospod je razpolagal med drugim tudi z neobdelanim zemljiščem, šle so mu pravice do lova in ribolova na reki Vipavi. V zameno za vse dobrobiti je moral renški gospod služiti grofu z dvema oboroženima konjenikoma.
Hoferji so se izkazali kot zvesti podaniki vladarjev, predvsem v vojaških spopadih, tako proti Benečanom kot tudi proti Turkom in krvni davek moških članov te plemiške družine ni bil tako majhen; kar štirje člani družine Hofer so v prvih desetletjih 16. stoletja umrli na bojnem polju. Leta 1509 je dedič goriških grofov, Maksimilijan Habsburški, podelil devinsko gospostvo in glavarstvo v zastavo Sigismundu Hoferju, sinu Štefana, renškega gospoda. Na njihovo nesrečo je moški rod Hoferjev v osemdsetih letih 16. stoletja izumrl in bratranca, ki sta rezidirala eden v Renčah, drugi v Devinu (Štefan in Matija Hofer), sta morala svojo posest prepustiti zetom. Devin so  prevzeli Thurni (Della Torre) iz vipolške veje te močne plemiške družine, potem ko se je Rajmund oženil z obema hčerama Matije Hoferja (z Ludviko in kot vdovec s Klaro Uršulo). Rajmud della Torre, imenovan tudi "Stari" (il Vecchio), je na osnovi poročne pogodbe ohranil spomin na Hoferje v grbu in plemiškem nazivu: Della Torre-Hofer-Valsassina.

V Renčah je hči Štefana Hoferja, Doroteja, vzela za moža Volfganga Heiss von Khuenburg, ki je dedoval renško posest. Khuenbugi so že imeli v rokah bližnje Vogrsko. Ob koncu 16. stoletja so se uvrščali med redke baronske družine v goriški deželi (ob edini grofovski - Della Torre, ki se je v eni veji povezala z družino Hofer - so se z baronsko titulo tisti čas lahko ponašale le še družine Egkh, Dornberg, Lanthieri in Attems). Khuenburgom Devinci renškega fevda sicer niso priznavali, vendar je kljub številnim tožbam ostalo pri tem. Thurnove zahteve so se kasneje še ponavljale, vse tja do začetka 19. stoletja, a zaman. Khueburgova epizoda v Renčah je bila sorazmerno kratka. Zopet je hči, zopet z istim imenom, Doroteja, s poroko leta 1645 s Petrom Strassoldom prenesla dediščino v nove roke.
Družina Strassoldo je furlanskega izvora, ki  se je na Goriškem še posebno uveljavila prav v 17. stoletju. Dve veji družine sta se ustalili v sami Gorici, in sicer Strassoldo-Graffenberg v palači Zengraf (do 1820, ko je pripadla družini Coronini), in Strassoldo-Villanova (in Fara), ki je posedovala palačo na Trgu sv. Antona. Prav iz te je izšla še ena stanska veja, renških Strassoldov. Leta 1622 so Strassoldo-Villanova postali baroni, leta 1641 pa grofje Sv. rimskega cesarstva. Ob koncu 18. stoletja je z Rajmundom Antonom neposredna renška veja sicer izumrla, a je nasledstvo prešlo na drugo stansko linijo družine Strassoldo.
V drugi polovici 17. stoletja so člani družine Stassoldo renški grad preuredili v baročni dvorec s tritaktno zasnovo z nepravilnim podkvastim tlorisom, ki se je odpiral proti naselju, hkrati pa bil tudi ločen od njega s temi obrambnimi stolpi in polkrožnim jarkom. V zametkih je bila zasnova še renesančna, najbrž po Khuenburgovih zamislih, kar bi dokazovala letnica 1613. Strassoldi so pozidali pristavo na drugem koncu Renč, pod kraškim robom, na kraju, ki so mu rekli "Vigna del sol", po domače pa se je temu kraju reklo (in se še reče) Mandrija. Tam je Peter Strassoldo v 30-ih letih 18. stoletja dal zgraditi javno kapelo. Pod Mandrijo na griču, imenovanem "Ölberg" (Oljkov grič) je v začetku 17. stoletja zrasel še en manjši, monolitni baročni dvorec, ki je bil najprej v lasti Coroninijev (najbrž izvira od tod baronski predikat, ki ga nosijo šempetrski Coroniniji), kmalu pa so ga pridobili plemiči, ki so prišli iz Španije, vikonti de Torres, ki so se mimogrede poznali tudi z znamenitim pisateljem in pustolovcem Giovannijem Giacomom Casanovo. Sčasoma se je po njih prijelo kraja novo ime - Španjolišče.
Več članov družine Strassoldo je bilo pokopanih v sami cerkvi sv. Mohorja (prej Feliksa) in Fortunata, kjer so imeli svojo grobnico.  
Pod rodovino Strassoldo se začne v Renčah razvijati trgovina, zidarska, usnjarska in žagarska obrt. Dvor ostane v njihovi lasti vse do 19. stoletja, ko ga kupi plemiška rodovina de Grazia. S poroko Marjane de Grazia pa leta 1897 posest preide v last brata Giuseppe de Grazia.  Po padcu Gorice 9. avgusta 1916 se soška frontna črta pomakne na območje Renč in v več ofenzivah je bila celotna naselbina vključno z dvorcem zelo razdejana. Razvaline gradu, ki so nastale kot posledica 1. svetovne vojne so odstranili in tako je od nekdaj mogočnega kompleksa ostala le vzhodna tretjina stavbe, ki so jo obnovili. Danes je dvor v privatni lasti družine Stepančič - Jevšček.

## Grajska gradbena zasnova
Dvorec je bil podkvasto zasnovan, s sklopom treh nadstropnih traktov in je tako zaobjemal kvadratno notranje dvorišče. Dostop do dvorišča je bil iz severne strani urejen čez zidan mostovž, ki je vodil preko zasutega obrambnega jarka. Danes je od celotne grajske strukture ohranjen le vzhodni trakt z obrambnim stolpom ter del obrambnega jarka z mostovžem. Grajski vrt je veljal za enega lepših, o njegovi romantični podobi pa danes pričajo le srkomni sledovi. Vrt naj bi segal od grasjkega poslopja pa do bregov reke Vipave. Krasile so ga redke drevesne in rastlinske vrste, vijugaste poti s polkrožnimi mostički čez umetno speljane potočke ter figuralno kiparsko okrasje.